# Juan Bautista de Orendáin
Juan Bautista de Orendáin y Azpilcueta, Markgraf (spanisch: marqués) de la Paz (* 1683 in Segura (Baskenland), Provinz Gipuzkoa, Spanien; † 21. Oktober 1734 in Madrid, Spanien), war ein spanischer Politiker, der unter den Königen Ludwig und Philipp V. als Ministerpräsident seines Landes amtierte.

## Leben
Orendáin entstammte einer Familie des baskischen Landadels. Sein Vater war León de Orendáin Gulisati, seine Mutter Ana María de Azpilcueta.
1707 wurde er Gemeindeverwalter (spanisch: Alcalde) von Segura. Im Jahr darauf heiratete er eine Kastilianerin, Hipólita Casado Busto. Die Ehe blieb kinderlos. Das Paar ließ sich zunächst in Yepes (Toledo) nieder.
Im Kreise baskischer Kaufleute ging er nach Madrid und wurde dort zum Vertrauten von José de Grimaldo, unter dessen Protektion er bei Hofe rasch aufstieg und das Vertrauen des Kronprinzen Ludwig gewann.
Als 1724 König Philipp V. abdankte, ernannte ihn der neue König Ludwig zum Ministerpräsidenten (spanisch: Primero Secretario de Estado y del Despacho Universal). Ludwig starb nach nur sieben Monaten im Herbst 1724, Philipp V. übernahm erneut die Staatsführung und löste Orendáin durch Grimaldo ab. Orendáin zählte aber weiterhin zum engeren Beraterkreis des Hofes.
Gemeinsam mit dem niederländischen Abenteurer Juan Guillermo Riperdá vertrat Juan Bautista Orendáin die spanischen Interessen in Wien, wo sie mit den Habsburgern den Vertrag von Wien (1725) aushandelten. Dieser eröffnete Spanien, das nach dem Spanischen Erbfolgekrieg geschwächt war, neue Möglichkeiten. Zum einen gestattete Österreich den Bourbonen, das Herzogtum Parma von den Farnese zu beerben. Zum anderen war eine Hochzeit zwischen dem spanischen Prinzen Karl und der österreichischen Kaisertochter Maria Theresia arrangiert worden. Letztere scheiterte später am Widerstand Großbritanniens und der Niederlande.
In Madrid stießen die Verhandlungsergebnisse auf Begeisterung: Riperdá wurde zum Herzog erhoben und zum Ministerpräsidenten ernannt. Orendáin erhielt den Titel eines Marqués de la Paz.
Nach der Entlassung Grimaldos, der für den Ausgleich mit England eingetreten war, ernannte man im Oktober 1726 erneut Orendáin zum Ministerpräsidenten. Er unterstützte die aggressive Außenpolitik Philipps V., die wesentlich vom Drang seiner zweiten Frau, Elisabetta Farnese, getrieben war, die spanischen Besitzungen in Italien, die mit dem Frieden von Utrecht verloren gegangen waren, zurückzugewinnen. Im Krieg gegen England ab 1727 aber stand er eher auf einer moderaten Position, wie sie Österreich vertrat.
1729 wurde er in den Orden von Santiago aufgenommen. Im Oktober 1734 starb er in Madrid.